# 天主教神学
天主教神学（英語：Catholic theology），又譯為公教神學，明朝天主教称之为「天学」，是指天主教会根据《圣经》和圣传所发展的神学研究。天主教会的信仰体现在《尼西亚信经》、《使徒信经》中，并在《天主教教理》中被详细论述。
天主教会的信仰理论在历史上几次重要的大公会议中得到修订或澄清。公元50年，耶穌的門徒們召开了耶路撒冷會議，確立向外邦人傳教等初代教會的重要發展方向；而天主教會最近一次召開的梵蒂岡第二屆大公會議的各項決議，對現今的天主教會影響巨大，尤其是對牧靈及福傳確立新的方向以與現代社會交流。